# Aqan Satajew
Aqan Qarghambajuly Satajew (kasachisch Ақан Қарғамбайұлы Сатаев Aqan Qarğambaiūly Sataev; russisch Акан Каргамбаевич Сатаев Akan Kargambajewitsch Satajew; * 23. Dezember 1971 in Karaganda) ist ein kasachischer Regisseur und Filmproduzent.

## Leben
Satajew studierte an der Fakultät für Film- und Fernsehen der Schurgenow-Kunstakademie in Almaty und schloss sein Studium 1994 ab. Im Jahr 2003 gründete er seine eigene Filmproduktionsfirma, Sataifilm. Für seinen Film Strayed gewann er im Jahr 2010 auf dem Neuchâtel International Fantastic Film Festival den „Prix de la Jeunesse Denis-de-Rougemont“. Bereits 2009 war Strayed auf dem World Film Festival für den „Grand Prix des Amériques“ nominiert worden.
Im Jahr 2011 erschien sein Film The Liquidator mit Vinnie Jones in der Hauptrolle. 2016 drehte er den Hackerfilm Dark Web – Kontrolle ist eine Illusion mit Callan McAuliffe in der Hauptrolle in den USA. Seine nachfolgenden Filme inszenierte er aber wieder in Kasachstan.

## Filmografie
- 2007: Racketeer (Reketir)
- 2009: Againdy (Aghayyndy, Fernseh-Miniserie)
- 2009: Strayed (Zabludivshiysya)
- 2011: The Liquidator (Likvidator)
- 2012: Myn Bala – Krieger der Steppe (Schauschürek myng bala)
- 2015: Reketir 2: Vozmezdie
- 2016: Dark Web – Kontrolle ist eine Illusion (Hacker)
- 2016: Anaga aparar jol
- 2016: Rayony
- 2017: Ona
- 2018: Put lidera. V epitsentre mira
- 2018: Biznesmeny
- 2019: Die Legende von Tomiris – Schlacht gegen Persien (Tomiris)